# Stanton T. Friedman
Stanton Terry Friedman (29 tháng 7 năm 1934 – 13 tháng 5 năm 2019) là một nhà vật lý hạt nhân và nhà nghiên cứu UFO chuyên nghiệp cư trú tại Fredericton, New Brunswick, Canada. Ông là một nhà điều tra dân sự ban đầu có mặt trong Sự cố UFO tại Roswell. Ông làm việc tại các dự án nghiên cứu và phát triển cho một số công ty lớn.

## Thiếu thời
Friedman tốt nghiệp Trường Trung học Linden và Đại học Chicago, đậu bằng Cử nhân Khoa học năm 1955 và lấy bằng Thạc sĩ Khoa học ngành vật lý hạt nhân vào năm 1956.

### Sự nghiệp vật lý hạt nhân
Friedman trải qua 14 năm làm việc với tư cách là nhà vật lý hạt nhân cho các công ty như General Electric (1956–1959), Aerojet General Nucleonics (1959–1963), General Motors (1963–1966), Westinghouse (1966–1968), TRW Systems (1969–1970) và McDonnell Douglas, nơi ông làm việc về các chương trình tiên tiến, được phân loại trên máy bay hạt nhân, tên lửa phân hạch và nhiệt hạch, và các nhà máy điện hạt nhân nhỏ gọn dành cho các ứng dụng không gian. Từ những năm 1980, ông đã tư vấn cho ngành công nghiệp phát hiện radon. Những đoàn thể chuyên nghiệp mà Friedman được kết nạp làm hội viên bao gồm Hiệp hội Hạt nhân Hoa Kỳ, Hiệp hội Vật lý Hoa Kỳ, Viện Hàng không và Vũ trụ Hoa Kỳ và AFTRA.

### Điều tra và vận động UFO
Năm 1970, Friedman rời bỏ công việc toàn thời gian với tư cách là một nhà vật lý để theo đuổi cuộc điều tra khoa học về vật thể bay không xác định (UFO). Kể từ đó, ông đã diễn thuyết tại hơn 600 trường đại học và hơn 100 nhóm chuyên nghiệp ở 50 tiểu bang, 10 tỉnh thành và 19 quốc gia ngoài nước Mỹ. Ngoài ra, ông còn tư vấn về chủ đề này. Ông đã xuất bản hơn 80 bài báo liên quan đến UFO và xuất hiện trên nhiều chương trình phát thanh và truyền hình. Ông cũng cung cấp lời khai bằng văn bản cho các phiên điều trần của Quốc hội và xuất hiện hai lần tại Liên Hợp Quốc.
Friedman luôn ưu tiên sử dụng thuật ngữ "đĩa bay" trong tác phẩm của mình, nói rằng "Đĩa bay, theo định nghĩa, vật thể bay không xác định, nhưng rất ít vật thể bay không xác định là đĩa bay. Tôi quan tâm đến cái sau, không phải cái trước." Friedman thường tự gọi mình là "Nhà vật lý đĩa bay", vì có bằng cấp về vật lý hạt nhân và làm việc trong các dự án hạt nhân.

## Luận điểm của Friedman liên quan đến hiện tượng UFO
Friedman là thường dân đầu tiên ghi lại địa điểm xảy ra sự cố UFO tại Roswell, và ủng hộ giả thuyết rằng đó là một vụ tai nạn thực sự của tàu vũ trụ ngoài Trái Đất. Năm 1968, Friedman có nói với một ủy ban của Hạ viện Hoa Kỳ rằng bằng chứng cho thấy Trái Đất đang được các phương tiện ngoài hành tinh do trí thông minh điều khiển tới thăm. Friedman cũng tuyên bố rằng ông tin tưởng những vụ chứng kiến UFO phù hợp với lực đẩy từ thủy.
Năm 1996, sau khi nghiên cứu và kiểm tra tính xác thực các tài liệu của Majestic 12, Friedman nói rằng không có căn cứ thật sự nào để bác bỏ tính xác thực của chúng.
Năm 2004, trong chương trình phát thanh Coast to Coast của George Noory, Friedman đã tranh luận về Seth Shostak, Nhà thiên văn học cao cấp của Viện SETI. Giống như Friedman, Shostak cũng tin vào sự tồn tại của sự sống thông minh khác với con người; tuy nhiên, không giống như Friedman, ông không tin rằng dạng sống như vậy hiện đang ở Trái Đất hoặc có liên quan đến những trường hợp nhìn thấy UFO.
Friedman đưa ra giả thuyết rằng UFO có thể bắt nguồn từ những ngôi sao giống như Mặt Trời gần đó.(tr. 217)
Một bằng chứng mà ông thường trích dẫn liên quan đến giả thuyết này là bản đồ sao năm 1964 được vẽ bởi nhân chứng bị người ngoài hành tinh bắt cóc Betty Hill trong một phiên thôi miên, mà bà nói đã được sinh vật lạ đưa cho bà xem trong vụ bắt cóc. Nhà thiên văn học Marjorie Fish đã xây dựng một bản đồ ba chiều của các ngôi sao giống như mặt trời gần đó và xác nhận khá tương đồng từ viễn cảnh của chòm sao Zeta Reticuli, cách khoảng 39 năm ánh sáng. Sự phù hợp của bản đồ ngôi sao Hill/Fish đã được tranh luận sôi nổi trên tạp chí Astronomy ấn bản tháng 12 năm 1974, với Friedman và những người khác bảo vệ tính hợp lệ của sự đối xứng này.

### SETI
Friedman đã tuyên bố quan điểm mạnh mẽ chống lại việc khám phá đối với quá trình nghiên cứu trí thông minh ngoài Trái Đất (SETI). Friedman tranh luận về lời mở đầu ngấm ngầm của SETI cho rằng không có chuyến viếng thăm ngoài hành tinh nào, bởi vì người ta cho rằng SETI chỉ tìm kiếm tín hiệu, không phải trí thông minh hay thực thể ngoài Trái Đất. Ông vẫn giữ ý kiến rằng chính sự nổi tiếng và lời tuyên bố công khai phổ biến của những người liên quan đến SETI có xu hướng ngăn chặn việc nghiên cứu nghiêm túc, bao gồm nghiên cứu của giới nhà báo, về UFO.(p. 129)
Friedman từng chỉ trích Carl Sagan, một người ủng hộ SETI, vì đã bỏ qua bằng chứng thực nghiệm, chẳng hạn như "thêm 600 ẩn số" nằm trong Báo cáo Đặc biệt số 14 của Dự án Blue Book. Friedman cho rằng những dữ liệu thực nghiệm này mâu thuẫn trực tiếp với luận điệu của Sagan trong Other Worlds cho rằng ""trường hợp đáng tin cậy thì không thú vị và trường hợp thú vị là không đáng tin cậy". Cụ thể, Friedman đã đề cập đến một bảng trong Báo cáo Đặc biệt số 14 của Dự án Blue Book mà ông nói rằng "cho thấy chất lượng của việc quan sát càng tốt thì càng có nhiều khả năng là một 'ẩn số' và càng ít có khả năng xảy ra được liệt kê là chứa 'thông tin không đầy đủ'"(p. 42).

### Quan điểm dư luận và khoa học
Friedman nói về câu trả lời cho những buổi trò chuyện của mình, "Tôi biết rằng hầu hết mọi người đều không quen thuộc với một số nghiên cứu khoa học quy mô lớn ... bởi vì tôi hỏi, sau khi tôi cho xem một slide và hỏi từng người, 'Có bao nhiêu người ở đây đã đọc về thứ này?' Thông thường, chỉ có một hoặc hai phần trăm." Ông nói rằng một cuộc trò chuyện mà ông vừa kể với các nhà báo Canada ở Saint John, New Brunswick, khiến thái độ của các nhà báo thay đổi, bởi vì "... những người tham dự không biết có nhiều thông tin có thể tin cậy được, trái ngược với những câu chuyện vô lý đậm chất lá cải mà họ nghĩ là nguồn chính của dữ liệu UFO." (tr. 202)
Friedman lập luận rằng phần lớn mọi người đều tin UFO tồn tại và ít nhất một số nhóm các nhà khoa học cũng nghĩ như vậy. Friedman (2008) đã đề cập đến các dữ liệu sau đây để hỗ trợ cho luận điểm của mình:
- Các cuộc thăm dò của Gallup trong khoảng thời gian từ năm 1966 đến 1987 đã hỏi những người được hỏi câu này: "UFO là thứ gì đó có thật hay chỉ là trí tưởng tượng của mọi người?". Trong số những người có quan điểm này bằng cách này hay cách khác, 61%, 64%, 68% và 60% thì cho rằng nó có thực vào năm 1966, 1977, 1978 và 1987.
- Đối với các nhà khoa học, một cuộc thăm dò đã được thực hiện bởi Cơ quan Nghiên cứu và Phát triển Công nghiệp vào năm 1971 và 1979. Trong số những người được hỏi có quan điểm này, 64% và 69% cho biết họ tin rằng UFO có thể tồn tại hoặc chắc chắn tồn tại. Trong phân nhóm này, 32% và 44% coi nguồn gốc của chúng là từ không gian ngoài thiên thể vào năm 1971 và 1979. Trong phần còn lại của phân nhóm này, khoảng một nửa tin rằng chúng là hiện tượng tự nhiên và một nửa thì tỏ ra "lưỡng lự".
- Peter Sturrock cũng đã thăm dò tư cách thành viên của Hiệp hội Thiên văn học Hoa Kỳ và nhận thấy rằng "thời gian dành cho việc đọc tài liệu liên quan đến UFO càng nhiều, người ta càng có khả năng chấp nhận thực tế của hiện tượng này" (tr. 210).[3]

## Những lời phê bình và tranh cãi
Friedman đã thẳng thắn trong việc nói rõ những quan điểm của mình và về những lời chỉ trích về những kẻ lật tẩy UFO, thường nói rằng ông không phải là một "người biện hộ cho UFO học". Lập trường của ông được coi là gây tranh cãi trong giới khoa học và truyền thông chính thống, nhưng Friedman tuyên bố đã nhận được rất ít sự phản đối qua nhiều bài diễn thuyết của ông, hầu hết trong số đó là ở các trường đại học và viện đại học, nhiều bài dành cho các hội kỹ sư và các nhóm vật lý khác (p. 24). Ông đã có một số cuộc tranh luận trên các phương tiện truyền thông chính thống, bao gồm một cuộc tranh luận với nhà hoài nghi UFO Michael Shermer trên CNN.
Friedman bị chỉ trích bởi cả những người hoài nghi và các nhà nghiên cứu khác về vụ Roswell vì cho rằng không có căn cứ đáng tin cậy nào để bác bỏ tính xác thực của một số tài liệu Majestic 12. Chính Friedman là người đầu tiên cung cấp bằng chứng cho thấy một số tài liệu rõ ràng là trò lừa đảo. Ví dụ, ông trình bày rằng một bản bị vong lục được cho là của Đô đốc Roscoe Hillenkoetter trình lên Tổng thống Truman, đề ngày 17 tháng 2 năm 1948, thực ra là sự mô phỏng của một lá thư do Marshall gửi cho Roosevelt đã xuất hiện trong cuốn sách The American MAGIC. Friedman đã nghiên cứu tài liệu MJ-12 kể từ lần đầu tiên biết về chúng từ lời kể của Wiliam Moore và Jaime Shandera vào năm 1984. Ông đón nhận những chỉ trích về các tài liệu gốc trong cả hai nguồn. Ví dụ, Philip J. Klass tuyên bố sự không nhất quán từ vựng dựa trên việc sử dụng kiểu chữ Pica trong bản ghi nhớ Cutler-Twining và trao phần thưởng 100 đô la, nhằm thách thức Friedman, cho mỗi ví dụ hợp pháp về việc sử dụng cùng kiểu chữ cỡ Pica từng được dùng trong bản bị vong lục. Friedman cung cấp 14 ví dụ và được Klass trả 1000 đô la.

## Đời tư
Friedman là người Do Thái Ashkenazi. Friedman đã kết hôn hai lần. Ông kết hôn lần đầu tiên với Susie Virginia Porter; họ ly dị vào tháng 4 năm 1974 (California, Liệt kê Ly hôn, 1966-1984; Los Angeles tháng 4 năm 1974). Ông nhận nuôi ba đứa con với người vợ đầu và có một cô con gái với người vợ thứ hai, Marilyn. Friedman chuyển đến quê nhà của Marilyn ở Fredericton, New Brunswick vào đầu những năm 1980.

## Truyền thông

### Sách
- Flying Saucers & Science (Đĩa bay & Khoa học), Tháng 6 năm 2008, 320 trang.
- Captured! The Betty and Barney Hill UFO Experience (Bị bắt! Trải nghiệm UFO của Betty và Barney Hill). Đồng tác giả Kathleen Marden. Career Press / New Page Books, 2007. ISBN 978-1-56414-971-8, ISBN 978-1-56924-741-9
- Top Secret/MAJIC (Tuyệt mật/MAJIC), Marlowe + Co. 2005. ISBN 1-56924-342-5. 296 trang, ISBN 978-1-56924-342-8
- Crash at Corona: The Definitive Story of The Roswell Incident (Tai nạn ở Corona: Câu chuyện cuối cùng về vụ Roswell). Đồng tác giả Don Berliner, 1997. ISBN 978-1-931044-89-9
- Science was Wrong: Startling truths about cures, theories, and inventions "They" declared impossible (Khoa học đã sai: Những sự thật gây sửng sốt về phương pháp chữa bệnh, lý thuyết và phát minh mà "Họ" tuyên bố là không thể làm được). Đồng tác giả Kathleen Marden. Pompton Plains, NJ: New Page Books. 2010.

### Phim ảnh
- UFOs: Stanton Friedman's revelation — (video) Một cuộc phỏng vấn với Stanton Friedman.
- Flying Saucers Are Real — VHS (1996), Tập 1, 84 phút, Tập 2, 75 phút (Tổng cộng 159 phút). Quay tại Trung tâm Vũ trụ Kennedy.
- UFO Secret MJ-12 – DVD (2006), 2 đĩa, 151 phút. Bài diễn thuyết năm 2003 của Stan Friedman tại Aztec, New Mexico về vụ Roswell và MJ-12.
- Recollections of Roswell – DVD, 105 phút
- Are Flying Saucers Real? – VHS. Tranh luận không chính thức. Đại học Tiểu bang Middle Tennessee, tháng 1 năm 2004. Bao gồm Q & no A's.
- UFOs Are Real – VHS (1979), 92 phút

### CD
- UFOs: The Real Story (1996)[14]